# Jiří Opočenský
Jiří Opočenský (21. ledna 1781 Peřimov – 5. ledna 1842 Jimramov ) byl český reformovaný kazatel a spisovatel doby toleranční.

## Život
Bohosloví vystudoval v Šarišském Potoku a v Debrecínu v Uhrách. V letech 1810–1829 byl kazatelem v Klášteře u Třebechovic, následně působil v Jimramově. Zastával úřad superintendenta. Zasloužil se o vydání kancionálu, který byl vytištěn v Praze v letech 1819–1820.
S manželkou Karolinou měl tři syny a jednu dceru; všichni synové i zeť byli faráři.